# Eduard Svoboda (inženýr)
Eduard Svoboda (18. září 1878 Nenovice – 1958?) byl český inženýr, rozhlasový a filmový podnikatel, jeden ze zakladatelů Radiojournalu (předchůdce Československého rozhlasu), kde od jeho počátku roku 1923 až do roku 1945 působil jako technický ředitel.

## Život

### Mládí
Narodil se v Nenovicích u Brna (nyní Brněnské Ivanovice), po dosažení středního vzdělání vystudoval Právnickou fakultu UK, kde dosáhl titulu doktora práv. Ve studiu elektrotechnických oborů pokračoval v Německu, kde získal inženýrský titul.

### Film
Následně se začal věnovat podnikání v oblasti filmové distribuce. Roku 1918 se podílel na vzniku filmového obchodu na Slovensku, po vzniku samostatného Československa roku 1918 se stal ředitelem syndikátu filmových půjčoven v Bratislavě. Roku 1920 založil spolu s Milošem Havlem akciovou společnost filmových továren AB na Vinohradech, které v pozdějších letech přesídlily do studií na Barrandově. Od roku 1921 pak působil jako obchodní zástupce americké filmové společnosti Universalfilm Manufacturing pro střední Evropu. V rámci své funkce odcestoval též do Spojených států.

### Radiojournal

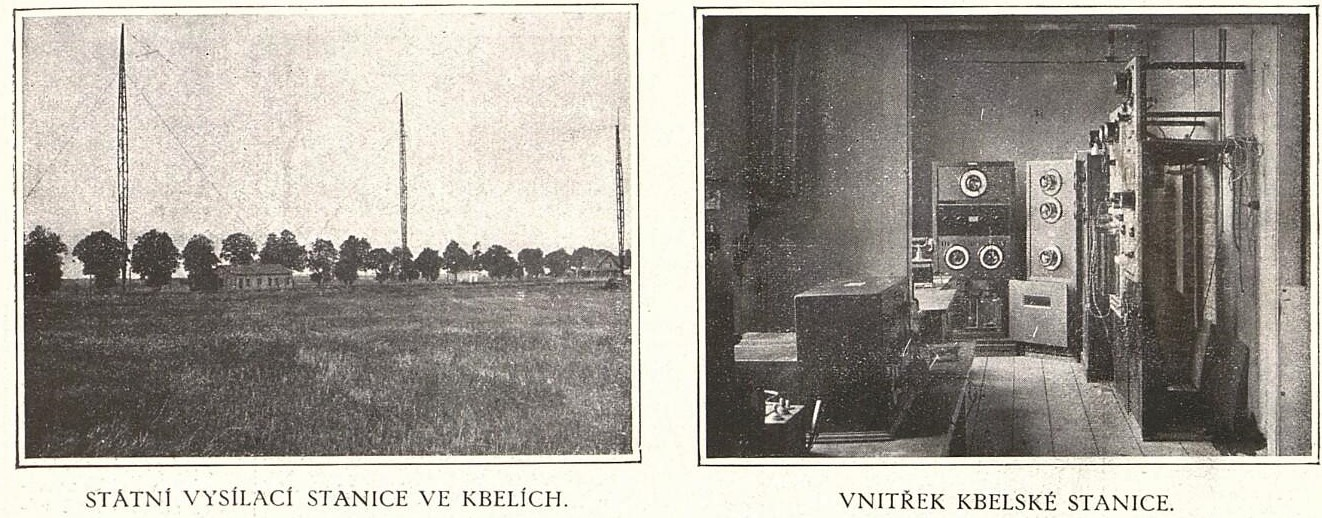
Vysílač Radiojournalu ve Kbelích (1924)

Po ukončení zaměstnání u Universalu Svoboda začal projevovat zájem o rozvíjející se obor rozhlasového vysílání. Po svém návratu z USA se stal členem správní rady společnosti Radioslávie, kryté kapitálem 500 000 Kč, která se zabývala výrobou a prodejem radiopřijímačů. Počátkem roku 1923 pak spolu s podnikatelem Ladislavem Šourkem a Milošem Čtrnáctým založili soukromou společnost Československé zpravodajství radiotelefonické, spol. s r. o., posléze přejmenovanou na Radiojournal, která si dala za cíl vytvoření pravidelného českého rozhlasového vysílání. Firma následně získala i povolení od Ministerstva pošt a telegrafů. Předsedou jednatelského sboru Radiojournalu se stal Richard Gemperle, jinak ředitel Křižíkových závodů, technickým ředitelem Svoboda, programovým Čtrnáctý.
Pravidelné vysílání bylo zahájeno 18. května 1923 ve 20.15 hod. z provizorního studia krytého plátěným stanem v blízkosti letiště Kbely u Prahy. Československo se tak po Velké Británii a její BBC, která vznikla roku 1922, stalo druhou evropskou zemí, kde začal veřejně a pravidelně rozhlas vysílat. První den zajišťoval živý program orchestr pražského kina Sansoucci a operní pěvkyně Růžena Topinková.

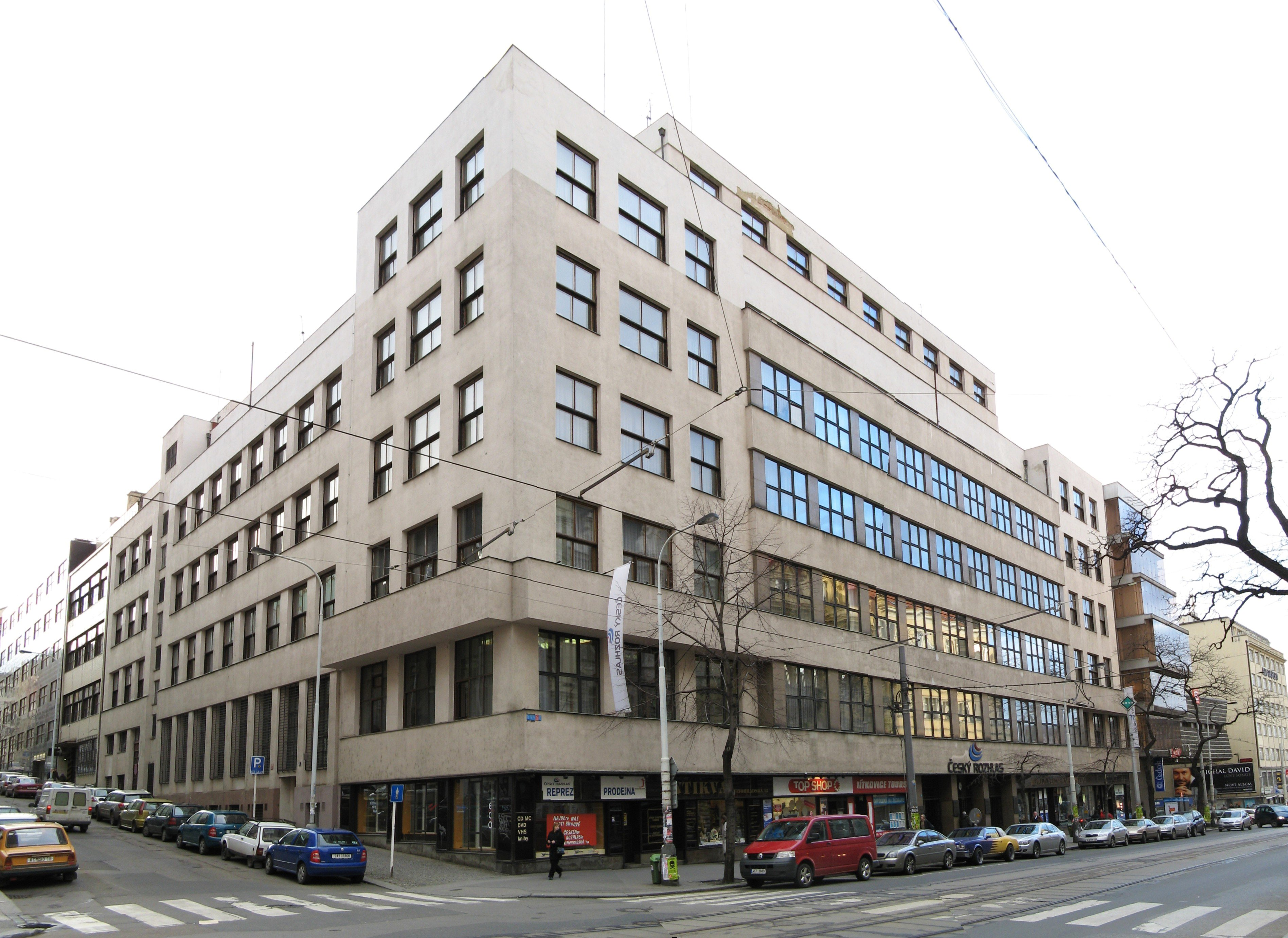
Hlavní budova někdejšího Radiojournalu v Praze ve Vinohradské ulici

Roku 1925 si československá vláda plně uvědomila význam a mediální sílu rozhlasu a rozhodla o majetkovém vstupu státu do společnosti. Vysílání z Kbel bylo ukončeno v únoru 1925, následně bylo studio postupně zřizováno v několika budovách v centru Prahy. Jako partnera získal Šourek pro firmu nově založenou Banku československých legií.
Na konci roku 1933 se Radiojournal přestěhoval do nově postavené budovy Ředitelství pošt a telegrafů ve Vinohradské ulici č. 12, dnešního sídla Českého rozhlasu. Z Radiojournalu, který postupně začal vysílat také z Brna, Bratislavy, Košic a Moravské Ostravy, se tak stal nejmodernějším a plošným sdělovacím prostředkem, který měl mimořádný společenský význam, druhé polovině třicátých let bylo do československé rozhlasové sítě přihlášeno už jeden milion koncesionářů a úspěšně postupovala také radiofikace škol a úřadů. Pracovala zde řada osobností nově se rodící profese rozhlasových žurnalistů, včetně reportéra a hlasatele Adolfa Dobrovolného.

#### První živý přenos
Dne 2. srpna 1924 Svoboda v rámci Radiojournalu technicky připravoval první živé vysílání ze sportovní události v Evropě – boxerský zápas těžké váhy mezi Frankem Rosseem (Československo) a Harrym (Rocky) Knightem (Velká Británie) v Praze.   Komentátor Dobrovolný nebyl v místě zápasu, ale dostal telefonický popis zápasu a poté jej předal posluchačům. 
Roku 1938 došlo k organizačním změnám ve struktuře společnosti, nepřímo souvisejícími s událostmi spojenými se vznikem tzv. Druhé republiky. Ladislav Šourek na svou vedoucí funkci rezignoval v listopadu, 28. prosince 1938 schválila valná hromada Radiojournalu změnu názvu společnosti na Česko-slovenský rozhlas. Svoboda byl do roku 1940 členem jednatelské rady rozhlasu, až do roku 1945 zde pak působil jako technický ředitel.

### Úmrtí
Eduard Svoboda zemřel roku 1958 ve věku 79 nebo 80 let.
V roce 1910 se v Praze na Žižkově oženil s Helenou Tausemanovou, z manželství vzešla dcera Eva.